# 변기수
변기수 는 대한민국의 희극인이다.

## 학력
- 강서고등학교 (졸업)

## 연기/예능 활동
방송
- 《퀴니 달려라! 테일즈런너》 (퀴니)
- 《변기수의 당신은 행운아!》(Mnet)
- 《개그콘서트》(KBS)

〈DJ변〉DJ 변 역
〈까다로운 변선생〉변선생 역
〈고음 불가〉
〈날아라! 변튜어디스〉변튜어디스 역
〈변수무당〉
〈빠숑리더〉디자이너 역
〈특종! 나불나불〉변국장 역
〈못말리는 변접관〉변접관 역
〈이글파이브〉변기수 역
〈사이보그지만 괜찮아〉박사 역
〈누구?〉
〈오빠〉가게 아저씨 역
〈괜찮아요〉
〈원 투 차차차〉
- 《청춘불패》(KBS2)
- 《변기수의 당신은 행운아!》(Mnet)
- 《개그 서바이벌 UFG》(Comedy TV)
- 《레저의 달인 시즌 1》(NOLL TV)
- 《개그쇼 난생처음》(MBC)
- 《순간포착 세상에 이런일이 패널》(SBS)
- 《변기수의 불면 노래방》(OBS)
- 《놀라운 대회 스타킹》(SBS)
- 《레저의 달인 시즌 2》(NOLL TV)
- 《달콤한 고향 나들이, 달고나》(SBS)
- 《위기탈출 넘버원》(KBS2)
- 《무한도전》(MBC)
- 《강심장》(SBS)
- 《퀴즈! 육감대결》(SBS)
- 《달콤한 고향 나들이 달고나》(SBS)
- 《코미디 빅리그시즌1, 시즌3》 (tvN) (시즌1 개종자 팀, 시즌3 흔들바위 팀)
- 《속사정》(TV조선)
- 《어럽쇼》(QTV)
- 《MT왕》
- 《출발드림팀 시즌 2》(KBS2)
- 《비타민》(KBS2)
- 《히든 싱어》(JTBC)
- 《별이 빛나는 카페》(MBC QUEEN)
- 《스타주니어쇼 붕어빵》(SBS)
- 《미스터리 음악쇼 복면가왕》(MBC) - 참가자 - 당신의 개에게 투표하세요! 101 달마시안!
- 《자기야 백년손님》(SBS)
- 《죽방전설》(KBS N 스포츠)
- 《고수의 비법 황금알》(MBN)
- 《과학예능 도전하쇼》(YTN 사이언스)

유행어
- "김기열, 나가!", "아니죠~", "맞습니다", "적당히 해라잉~" 〈까다로운 변선생〉코너에서
- "오빠! 오빠", "꺼져." <오빠> 코너에서
- "괜찮다~" 〈DJ변〉코너에서
- "~하는거 아니야" <사이보그지만 괜찮아> 코너에서
- "탈락!" <못말리는 변접관> 코너에서

영화
- 2005년《바리바리 짱》 - 바리바리 짱 역
- 2007년《챔피언 마빡이》 - 백 사장 역

뮤직비디오
- 2014년배드키즈 - 바밤바

드라마 & 시트콤
- 《몽땅 내사랑》(MBC, 2010년) - 당구장 백수 역
- 《보스를 지켜라》(SBS, 2011년) - 스피치학원 강사 역
- 《도롱뇽도사와 그림자 조작단》(SBS, 2012년)
- 《선녀가 필요해》(KBS2, 2012년) - 감독 역
- 《스웨덴 세탁소》(MBC 드라마넷, 2015년) - 불륜남 역
- 《제3의 매력》 (JTBC, 2018년)

CF
- 2005년 KTF

## 방송 진행

### 라디오
- 《미스터 라디오》(KBS 쿨FM)

## 홍보대사
- 2010년 양천세무서 홍보대사

## 수상
- 2006년 KBS 연예대상 코미디 부문 우수코너상
- 2007년 KBS 연예대상 코미디 부문 남자 우수상
- 2007년 KBS 연예대상 코미디 부문 우수코너상
- 2007년 제14회 대한민국 연예예술상 희극인부문상